# Danny Seigle
Daniel Charles Seigle, detto Danny (Scranton, 14 giugno 1976), è un ex cestista statunitense naturalizzato filippino.

## Carriera
Con le Filippine ha disputato i Campionati asiatici del 2007.